# Collonges (Francia)
Collonges è un comune francese di 1 853 abitanti situato nel dipartimento dell'Ain della regione dell'Alvernia-Rodano-Alpi. Nelle sue vicinanze è situato Fort l'Écluse.

## Società

### Evoluzione demografica
Abitanti censiti